# Luigi Filippo di Francia
Luigi Filippo I di Francia, già Luigi Filippo, duca d'Orléans (Parigi, 6 ottobre 1773 – Claremont House, 26 agosto 1850), conosciuto durante la Rivoluzione come il cittadino Chartres oppure Égalité fils, fu re dei Francesi dal 1830 al 1848 con il nome di Luigi Filippo I.
Luigi Filippo d'Orléans era il figlio primogenito di Luigi Filippo II, duca d'Orléans, conosciuto con il nome di Philippe Égalité (Filippo Uguaglianza), cugino del re ghigliottinato Luigi XVI e poi lui stesso vittima della Rivoluzione francese alla quale aveva aderito, e di Luisa Maria Adelaide di Borbone-Penthièvre.
Apparteneva ai Borbone-Orléans, ramo cadetto dei Borbone di Francia, attraverso il capostipite Filippo I, figlio secondogenito di Luigi XIII e fratello minore di Luigi XIV. Luigi Filippo fu l'ultimo monarca a regnare sulla Francia con il titolo di re (l'ultimo regnante, Napoleone III, fu imperatore) e l'ultimo dei re Borbone in Francia, seppur appartenente al ramo secondario.

## Biografia

### Prima della Rivoluzione (1773-1789)

#### Infanzia

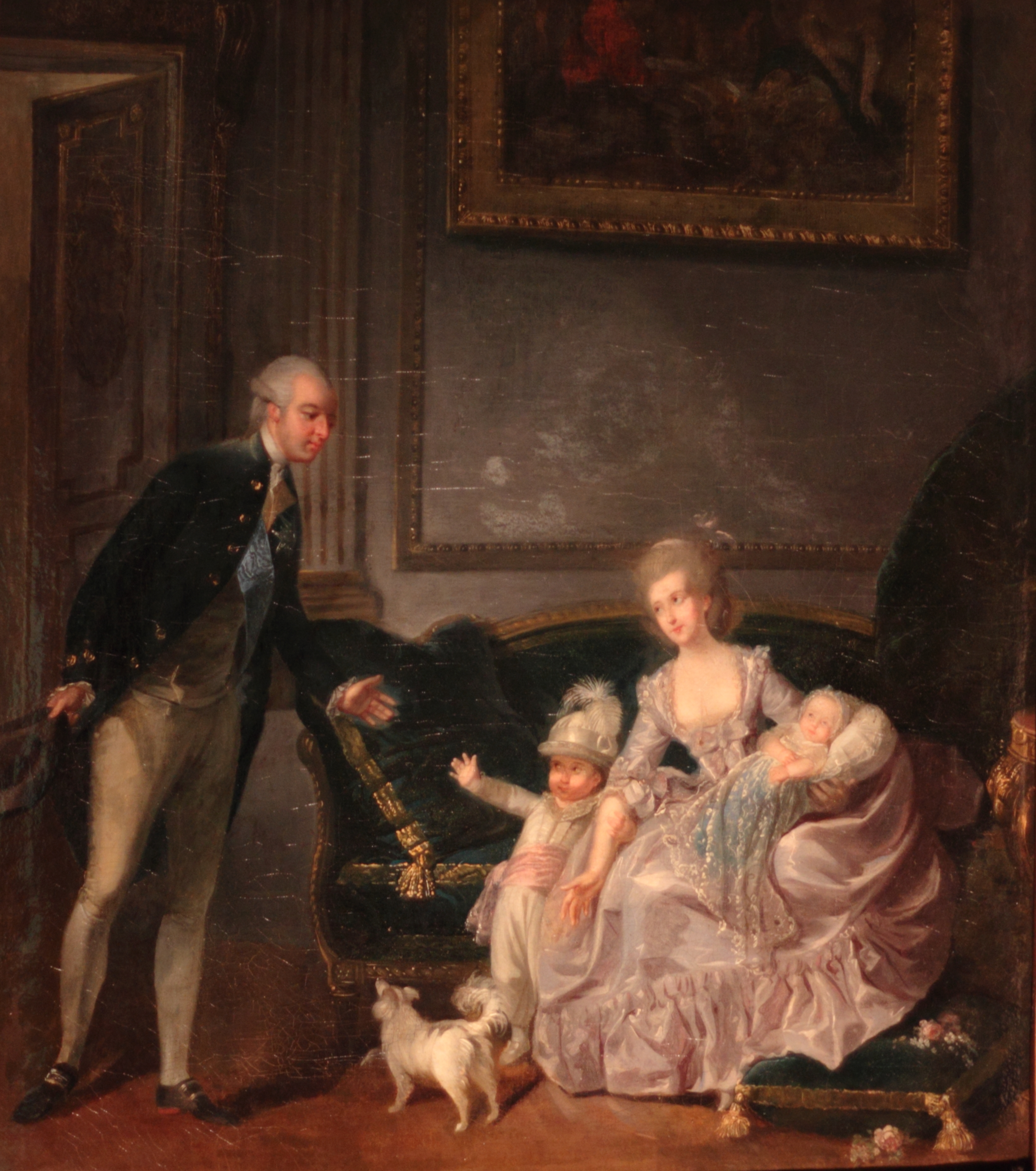
Luigi Filippo di Francia in tenera età con la madre e il padre a Palais Royal, dipinto del 1776 di Charles Lepeintre

Luigi Filippo d'Orléans nacque al Palais-Royal, la residenza della famiglia Orléans a Parigi, da Luigi Filippo, duca di Chartres, che divenne Luigi Filippo II, duca di Orléans (noto anche con il soprannome di "Philippe Égalité" durante la Rivoluzione francese), e Luisa Maria Adelaide di Borbone. Come membro della famiglia reale, gli venne riconosciuto il titolo di Prince du Sang.
Luigi Filippo era il fratello maggiore di tre maschi e una femmina, una famiglia che ebbe fortune erratiche con l'inizio della Rivoluzione francese e la successiva restaurazione borbonica. La casata degli Orléans era infatti concorrenziale per natura a quella principale dei Borbone, alla quale appartenevano i monarchi di Francia, e per questo essi erano visti sempre con un'ombra di sospetto. Il padre di Luigi Filippo era stato tacitamente estromesso dalla corte reale e gli Orléans si erano rivolti allo studio della letteratura e delle scienze, emergendo come figure di spicco nell'illuminismo francese.

#### Educazione

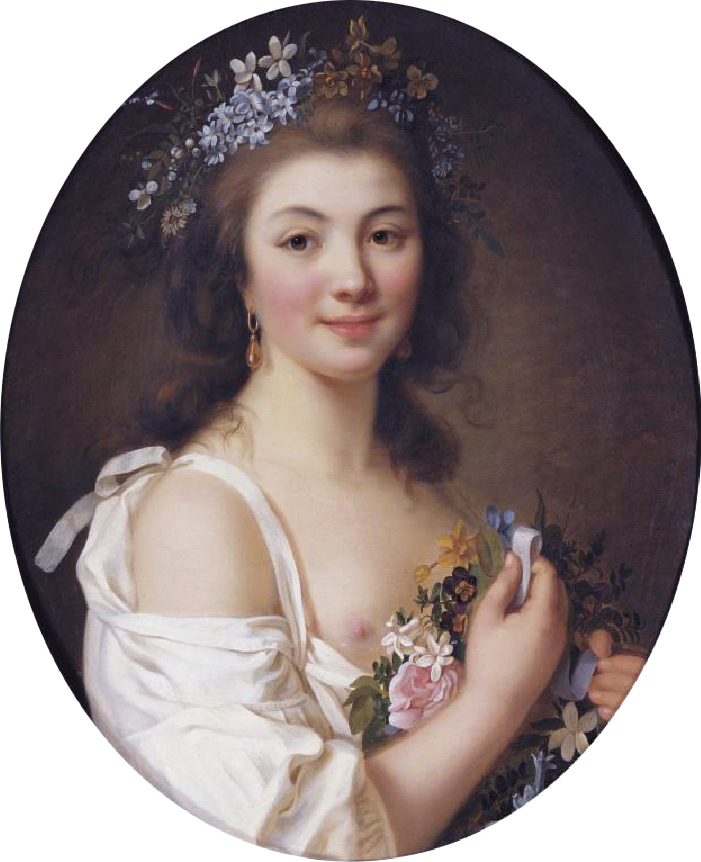
Madame de Genlis

Luigi Filippo ebbe per tutrice Madame de Genlis a partire dal 1782. Ella gli instillò i fondamenti del pensiero liberale, facendogli leggere Voltaire. Quando il nonno di Luigi Filippo morì nel 1785, suo padre gli succedette come duca di Orléans e Luigi Filippo succedette al padre nel titolo di duca di Chartres.
Nel 1788, con i prodromi della rivoluzione, il giovane Luigi Filippo mostrò da subito simpatie liberali. Dall'ottobre del 1788 all'ottobre del 1789 il Palais-Royal fu un noto luogo di riunione per i cospiratori rivoluzionari.

### Anni della Rivoluzione (1789–1793)

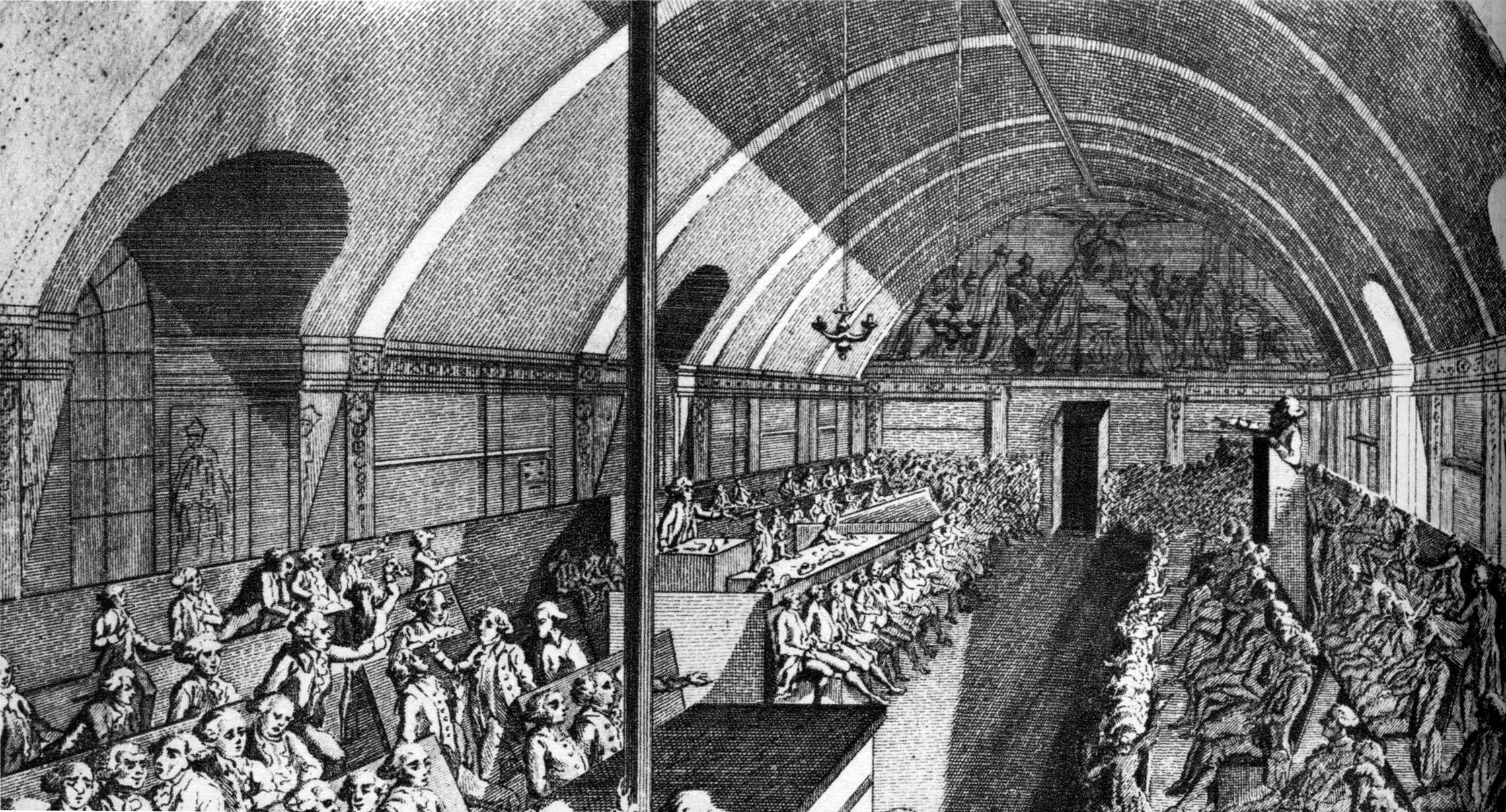
Una riunione del Club dei Giacobini (gennaio-febbraio 1791)

Luigi Filippo crebbe in un periodo tra i più concitati che cambiarono l'Europa e seguì suo padre nel supporto alla rivoluzione. Nel suo diario riporta come egli stesso avesse preso delle iniziative nel club giacobino, mossa che ricevette l'appoggio di suo padre.

#### Servizio militare

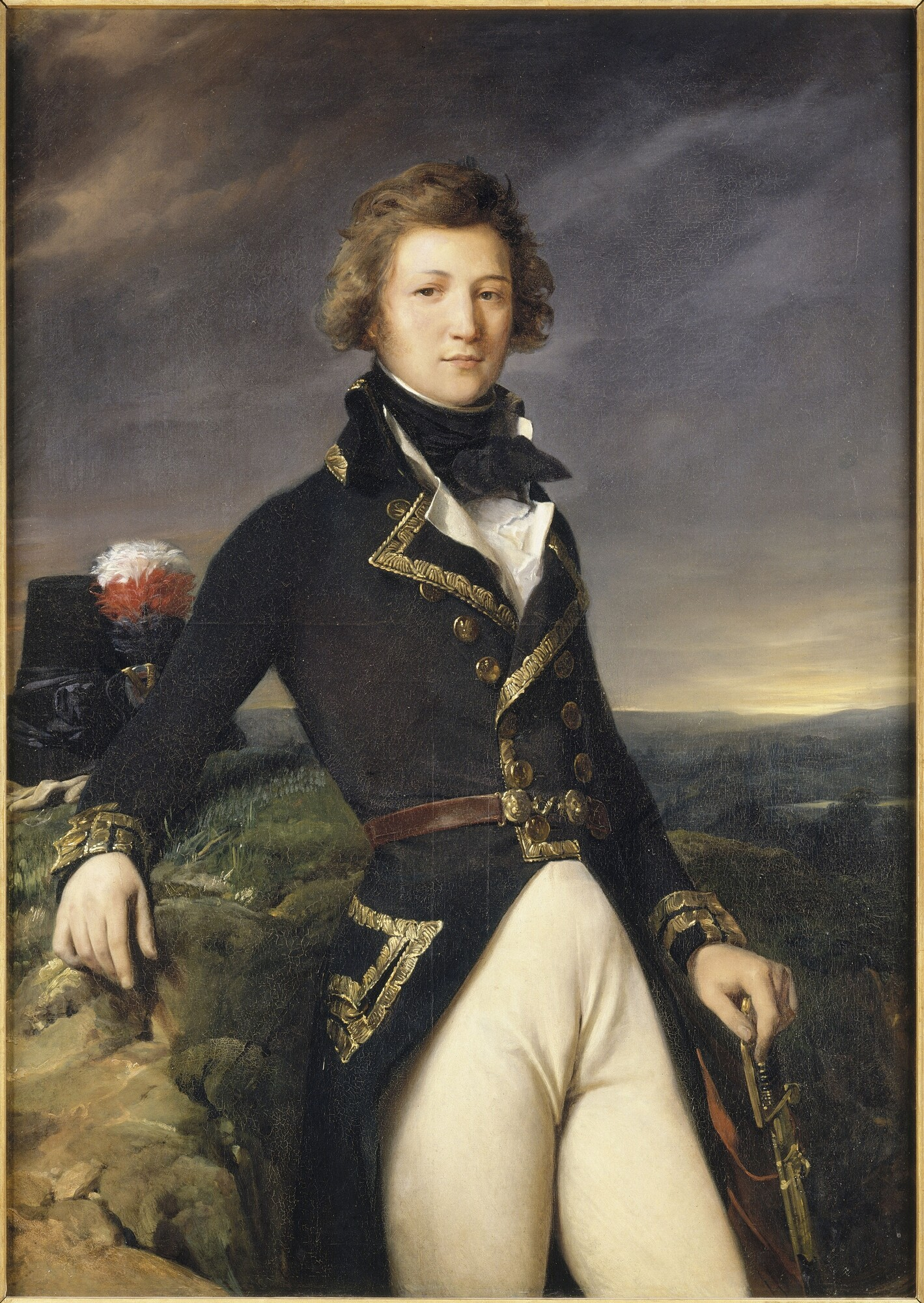
Luigi Filippo, duca di Orléans, in uniforme militare nel 1792

Nel 1785 Luigi Filippo aveva ottenuto la nomina ereditaria a colonnello del 14º reggimento dei dragoni.
A giugno del 1791 ebbe la prima opportunità di venire coinvolto negli affari di stato della Francia.
Nel 1791, con la guerra all'orizzonte, tutti i colonnelli proprietari di reggimento ricevettero l'ordine di riunirsi ai loro soldati. Luigi Filippo aveva dato prova di essere un ufficiale modello, mostrando il suo coraggio in due occasioni. La prima, tre giorni dopo la fuga a Varennes di Luigi XVI, in un piccolo scontro tra due sacerdoti locali, di cui uno aveva idee costituzionali, e la folla circostante. Il giovane colonnello irruppe tra le persone e riuscì a dividere i due sacerdoti. In quello stesso giorno, nei pressi di un fiume, salvò la vita a un sacerdote che era in procinto di essere ucciso da un contadino armato di carabina. Il giorno successivo Luigi Filippo si gettò in un fiume per salvare un ingegnere locale. Per la sua azione ricevette la corona civica dalla municipalità locale.
Il suo reggimento venne spostato a nord, nelle Fiandre, sul finire del 1791, dopo la Dichiarazione di Pillnitz.
Luigi Filippo prestò servizio sotto un caro amico di suo padre, il duca di Biron, assieme ad altri ufficiali che poi ottennero segni di distinzione sotto Napoleone. Tra questi vi erano il colonnello Louis Alexandre Berthier e il tenente colonnello Alexandre de Beauharnais (marito di Joséphine de Beauharnais, futura consorte di Napoleone). Luigi Filippo vide il suo battesimo del fuoco nelle guerre rivoluzionare a Boussu e Quaragnon ed alcuni giorni dopo combatté a Quiévrain, presso Jemappes, dove fu impiegato per guidare un'unità di soldati in ritirata. Biron scrisse al ministro della guerra de Grave, pregandolo che il giovane colonnello, promosso poco dopo generale di brigata, venisse assegnato ad una brigata di cavalleria nell'armata di Lückner a nord.

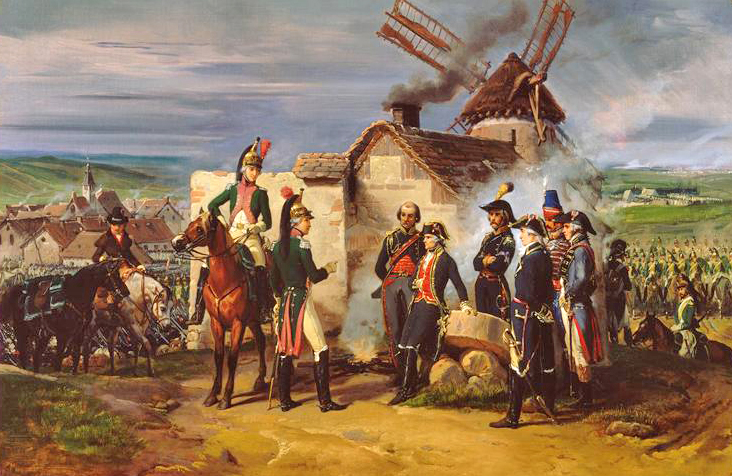
Il duca di Chartres (smontato da cavallo) e suo fratello, il duca di Montpensier (a cavallo), in uniforme dei dragoni alla battaglia di Valmy (1792)

Nell'Armata del Nord Luigi Filippo prestò servizio con quattro futuri marescialli di Francia: Macdonald, Mortier (che poi sarà ucciso in un attentato compiuto ai danni di Luigi Filippo stesso, dal quale lui uscirà invece illeso), Davout e Oudinot. Dumouriez venne nominato al comando dell'armata del nord nell'agosto del 1792. Luigi Filippo comandò una divisione sotto di lui nella battaglia di Valmy.
A Valmy Luigi Filippo ottenne l'ordine di piazzare una batteria d'artiglieria sulla cresta della collina. La battaglia di Valmy si dimostrò inconcludente, ma l'esercito austro-prussiano, a corto di rifornimenti, venne costretto a riattraversare il Reno. Ancora una volta, Luigi Filippo dopo la battaglia ottenne grandi riconoscimenti da Dumouriez; venne quindi richiamato a Parigi per dar conto dello svolgimento della battaglia al governo francese. Nel contempo ebbe anche un incontro con l'allora ministro della giustizia, Danton.
Mentre era a Parigi venne promosso tenente generale. A ottobre tornò nell'Armata del Nord, con la quale Dumouriez aveva iniziato a marciare verso il Belgio. Luigi Filippo ottenne nuovamente il comando di una divisione. Dumouriez scelse di attaccare le forze austriache da una posizione forte sulle alture di Cuesmes e Jemappes, a ovest del fiume Mons. La divisione di Luigi Filippo subì pesanti perdite, dal momento che venne attaccata da un bosco e fu costretta a ritirarsi in disordine. Luigi Filippo condusse un nuovo gruppo di unità, chiamato "il battaglione del Mons", e riuscì infine a schiacciare le forze nemiche.
Gli eventi a Parigi minarono però la carriera di Luigi Filippo. L'incompetenza di Jean-Nicolas Pache, il nuovo ministro della guerra girondino, lasciò l'Armata del Nord senza rifornimenti e presto centinaia di uomini disertarono dall'esercito. Luigi Filippo venne deluso dalle politiche più radicali della repubblica. Dopo che la Convenzione Nazionale ebbe deciso di porre a morte il già deposto sovrano, il padre di Luigi Filippo - da allora conosciuto con il soprannome di Philippe Égalité – votò a favore di quell'atto e Luigi Filippo iniziò a considerare la possibilità di abbandonare la Francia.
La volontà di Luigi Filippo era quella di rimanere in Francia a compiere il suo dovere nell'esercito, ma si trovò implicato in un complotto con Dumouriez per allearsi con gli austriaci per marciare su Parigi e restaurare la costituzione del 1791. Dumouriez incontrò Luigi Filippo il 22 marzo 1793.
Con il governo francese caduto ormai nel regime del Terrore, egli decise di lasciare definitivamente la Francia per salvare la propria vita. Il 4 aprile Dumouriez e Luigi Filippo lasciarono la Francia diretti verso il campo austriaco. Vennero intercettati dal tenente colonnello Louis Nicolas Davout, che aveva servito a Jemappes con Luigi Filippo. Quando Dumouriez ordinò al colonnello di tornare al campo, molti dei suoi soldati inveirono contro il generale, ora dichiarato traditore dalla Convenzione Nazionale. Il giorno successivo Dumouriez tentò nuovamente di guidare i soldati contro la Convenzione, ma anche l'artiglieria si era ormai schierata con la repubblica, non lasciando altra scelta a lui ed a Luigi Filippo che andare in esilio.
Così, all'età di diciannove anni, Luigi Filippo lasciò la Francia, andando in esilio, dove rimase per i successivi ventuno anni.

### Esilio (1793–1815)

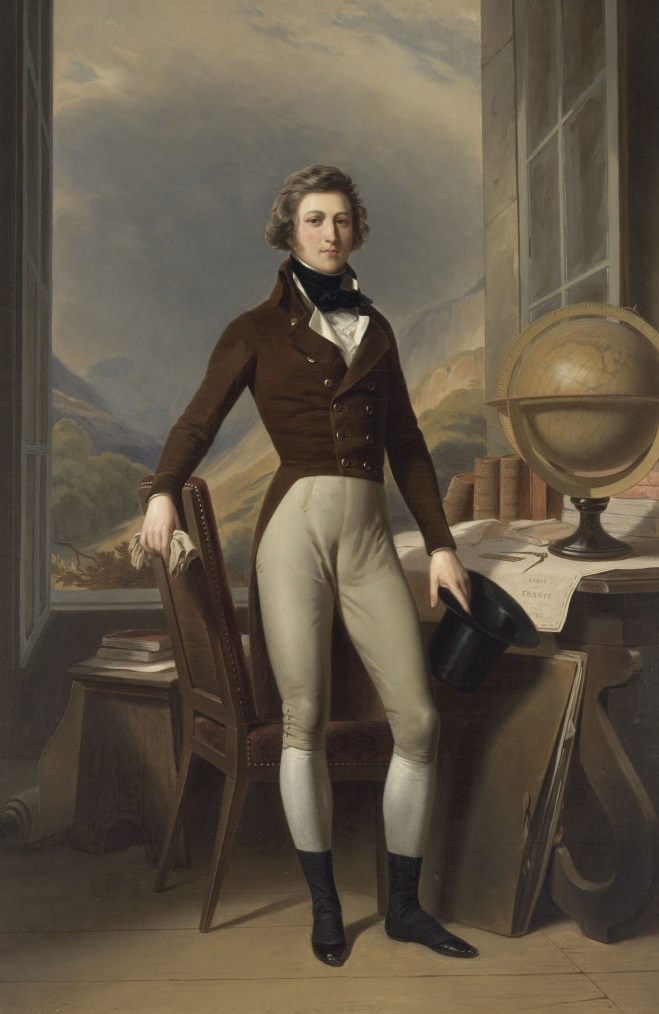
Luigi Filippo, maestro di scuola nel 1793 a Reichenau, ritratto da Franz Winterhalter

Le reazioni a Parigi al coinvolgimento di Luigi Filippo nel tradimento di Dumouriez segnarono inevitabilmente l'inizio della sfortuna della famiglia Orléans. Philippe Égalité parlò alla Convenzione Nazionale, condannando il figlio per le sue azioni, giurando che mai lo avrebbe seguito, come aveva fatto Bruto nell'antica Roma con suo figlio. Vennero però scoperte delle lettere scritte da Luigi Filippo a suo padre, che vennero lette alla Convenzione. Philippe Égalité venne posto sotto continua sorveglianza. Poco dopo i girondini fecero pressione per arrestarlo insieme ai fratelli minori di Luigi Filippo, Luigi Carlo e Antonio Filippo; quest'ultimo aveva servito nell'Armata d'Italia. I tre vennero imprigionati a Fort Saint-Jean a Marsiglia.
Nel frattempo, Luigi Filippo venne costretto a vivere nell'ombra, evitando sia i rivoluzionari repubblicani sia i legittimisti francesi dei centri di émigré, in varie parti d'Europa e nell'esercito austriaco. Dapprima si diresse sotto falso nome verso la Svizzera, dove si incontrò con la contessa di Genlis e sua sorella Adelaide a Sciaffusa. Da qui i due si spostarono verso Zurigo, dove però venne individuato; le autorità svizzere decretarono che, per salvaguardare la neutralità del loro paese, Luigi Filippo doveva abbandonare la città. I due si recarono dunque a Zugo, dove però Luigi Filippo venne nuovamente scoperto da un gruppo di émigrés.
Successivamente il principe, seguito dal suo fedele valletto Badouin, si portò tra le alture delle Alpi e quindi a Basilea, dove vendette tutto ciò che possedeva ad eccezione dei suoi cavalli. Viaggiando alla stregua di vagabondi, ai due venne persino negata ospitalità in un monastero, poiché i monaci li credevano dei girovaghi. Un'altra volta si svegliò, dopo aver dormito in una capanna, con un moschetto puntato contro di lui da un contadino locale che li credeva dei ladri.
Durante questo periodo non rimase nello stesso posto per più di 48 ore. Finalmente, nell'ottobre del 1793, Luigi Filippo venne nominato insegnante di geografia, storia, matematica e lingue moderne in una scuola diretta da monsieur Jost a Reichenau, un villaggio dell'alto Reno. Il suo salario era di 1 400 franchi ed insegnò sotto il nome di Monsieur Chabos. Vi rimase per un mese, fino a quando seppe che suo padre a Parigi era stato ghigliottinato il 6 novembre 1793, dopo un processo del Tribunale Rivoluzionario.

#### Viaggi all'estero

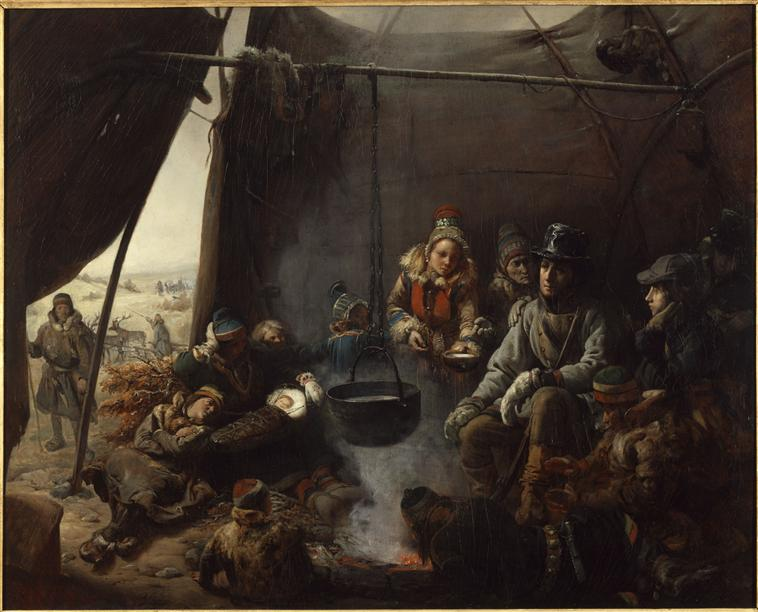
Luigi Filippo in un accampamento in Lapponia

A questo punto Luigi Filippo decise di separarsi dalla sorella sedicenne, comprendendo che se così non avesse fatto non avrebbe avuto pace nemmeno lei. Adelaide andò a vivere con la prozia Maria Fortunata d'Este, principessa di Conti, a Friburgo, poi in Baviera e in Ungheria e infine in esilio in Spagna con la madre.
Luigi Filippo invece viaggiò molto. Visitò la Scandinavia nel 1795 e quindi si portò in Finlandia. Per circa un anno rimase a Muonio (nella valle del fiume Tornio), un remoto villaggio al limitare settentrionale del golfo di Botnia, vivendo nel rettorato sotto il nome di Müller, ospite del locale vicario luterano.
Luigi Filippo visitò anche gli Stati Uniti per quattro anni, abitando a Filadelfia (dove i suoi fratelli Antonio e Luigi Carlo erano in esilio), New York (dove fu ospite della famiglia Somerindyck a Broadway, nella 75ª strada, con altri principi esiliati) e a Boston. A Boston insegnò per qualche tempo francese e visse in una casa situata ove oggi sorge l'Union Oyster House, il più antico ristorante della città. Durante questo periodo negli Stati Uniti Luigi Filippo incontrò diversi politici americani e persone dell'alta società americana, come George Clinton, John Jay, Alexander Hamilton e George Washington.

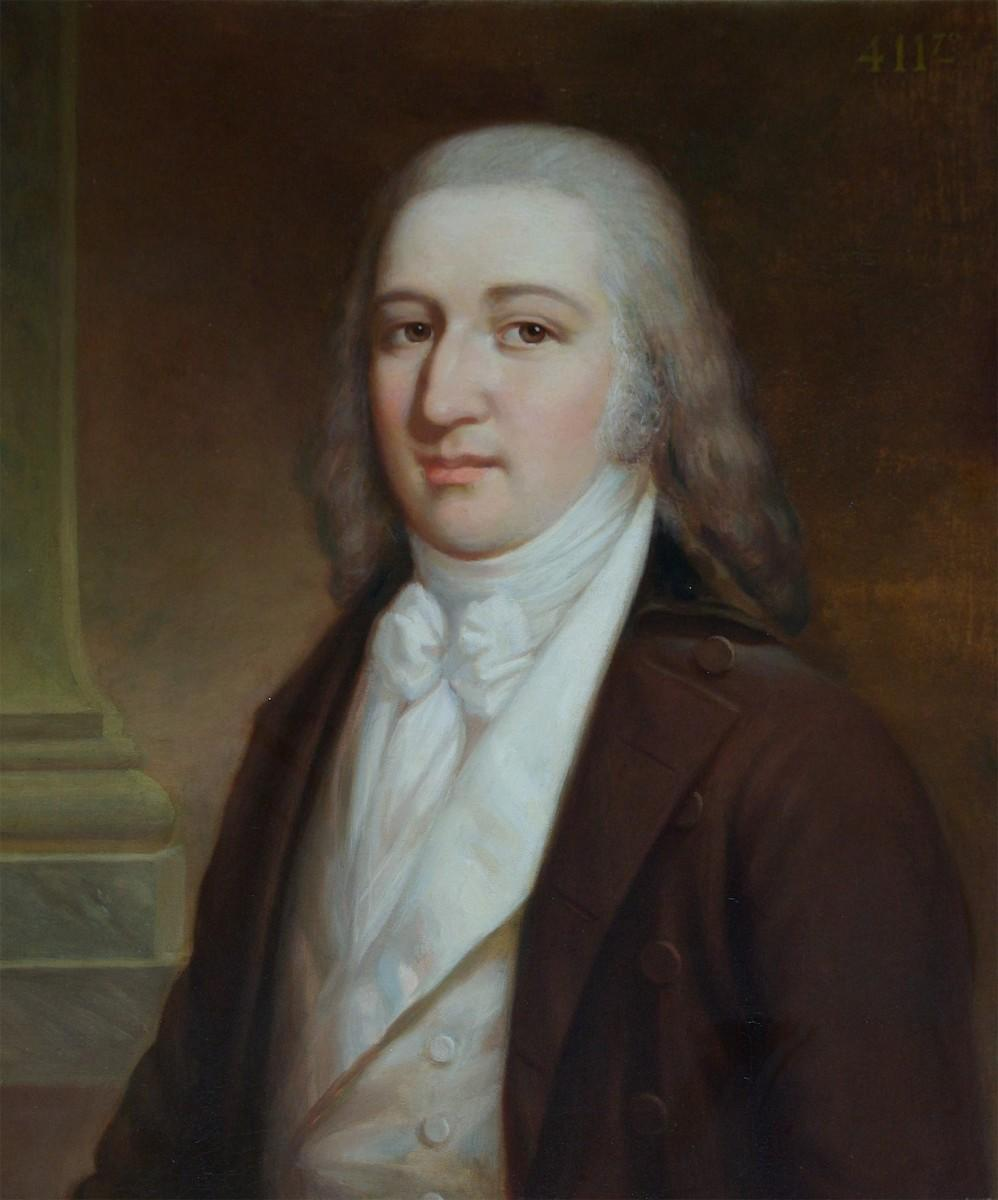
Luigi Filippo in borghese, ritratto nel 1797 durante la sua permanenza negli Stati Uniti

Visitò Cape Cod nel 1797 in coincidenza con la divisione del villaggio di Eastham in due nuclei distinti, di cui uno prese il nome di Orleans, probabilmente in suo onore. In questo periodo i principi di Orléans viaggiarono molto nel paese, visitando Nashville e la parte a nord del Maine. I fratelli rimasero a Filadelfia per qualche tempo anche durante lo scoppio della famosa epidemia di febbre gialla. Si pensa che Luigi Filippo abbia anche conosciuto nel Massachusetts Isaac Snow di Orléans, che era fuggito in Francia da una prigione inglese durante la Rivoluzione americana. Nel 1839, riflettendo sulla sua visita negli Stati Uniti, Luigi Filippo spiegò in una lettera a Guizot che quei tre anni avevano avuto larga influenza sul suo credo politico e sul suo giudizio una volta divenuto re.
A Boston Luigi Filippo venne a conoscenza del colpo di Stato del 18 fruttidoro (4 settembre 1797) e dell'esilio di sua madre in Spagna. Con i fratelli decise dunque di tornare in Europa. Si recarono quindi a New Orleans, pianificando di salpare per L'Avana e quindi verso la Spagna. Non fu però un viaggio semplice, perché Spagna e Gran Bretagna erano in guerra. Mentre era in Louisiana, nel 1798, incontrò Julian Poydras nel villaggio di Point Coupee.
I tre salparono per l'Avana su una corvetta americana, ma la nave venne fermata nel golfo del Messico da una nave da guerra inglese, che la riportò indietro. Non essendo in grado di trovare un passaggio per l'Europa, i tre fratelli trascorsero quasi un anno a Cuba, sino a quando vennero inaspettatamente espulsi dalle autorità spagnole. Salparono dalle Bahamas verso la Nuova Scozia, dove vennero ricevuti dal duca di Kent, figlio del re Giorgio III e futuro padre della regina Vittoria. Luigi Filippo iniziò così a intrattenere rapporti di grande amicizia con la famiglia reale inglese. I fratelli tornarono quindi a New York e, nel gennaio del 1800, giunsero in Inghilterra, dove rimasero per i successivi quindici anni.

#### Soggiorno in Sicilia e matrimonio
Luigi Filippo nel 1808 si rifugiò in Sicilia, a Palermo, dove visse per diversi anni a palazzo d'Orléans. Per due volte, nel 1808 e nel 1810, Luigi Filippo cercò di prendere le armi in Spagna contro gli eserciti napoleonici, ma vide i suoi piani ostacolati dal rifiuto del governo britannico.
A Palermo sposò nel 1809 la principessa Maria Amalia di Borbone, figlia del re di Sicilia e di Napoli Ferdinando IV di Borbone, dal 1806 a Palermo, avendo lasciato Napoli, occupata dai napoleonici.
La madre della consorte, Maria Carolina d'Asburgo-Lorena, era sorella di sua zia Maria Antonietta, la regina di Francia decapitata nel 1793. Luigi Filippo restò nell'isola fino al 1814.
Dopo l'abdicazione di Napoleone Bonaparte nel 1814, Luigi Filippo lasciò la Sicilia e tornò a vivere in Francia, dove ricevette il titolo di duca d'Orléans tenuto da suo padre e gli fu restituito il Palais-Royal.

### Restaurazione borbonica (1815–1830)

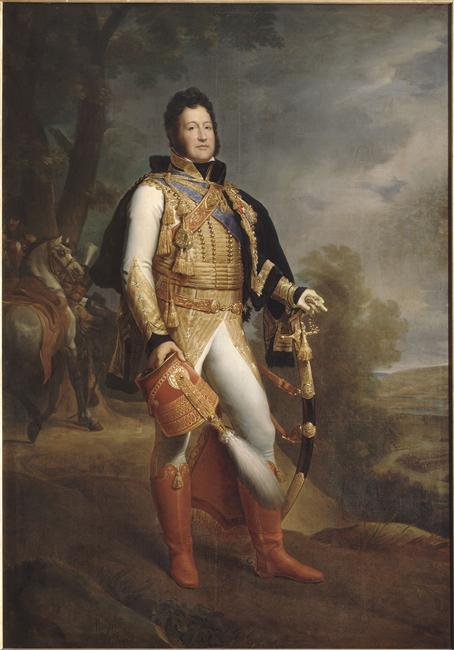
Luigi Filippo come colonnello generale degli ussari durante la restaurazione borbonica

Luigi Filippo fece ritorno in Francia durante il regno di suo cugino Luigi XVIII, all'epoca della restaurazione borbonica. Luigi Filippo aveva riconciliato la famiglia Orléans con Luigi XVIII già in esilio. Ad ogni modo, il suo risentimento personale per il trattamento ricevuto dalla sua famiglia (ramo cadetto dei Borboni regnanti) durante l'Ancien Régime causò frizioni tra lui e Luigi XVIII, ed egli si pose all'opposizione liberale. Opposizione illustrata in particolare dalla sua disapprovazione del Terrore Bianco e dal suo esilio volontario in Inghilterra tra il 1815 e il 1817.
Luigi Filippo ebbe invece rapporti più amichevoli con il fratello e successore di Luigi XVIII, Carlo X, che ascese al trono nel 1824. La sua opposizione alle politiche di Villèle e poi di Jules de Polignac lo fecero considerare però come un elemento destabilizzante del governo di Carlo.

### Regno del "Re dei Francesi"

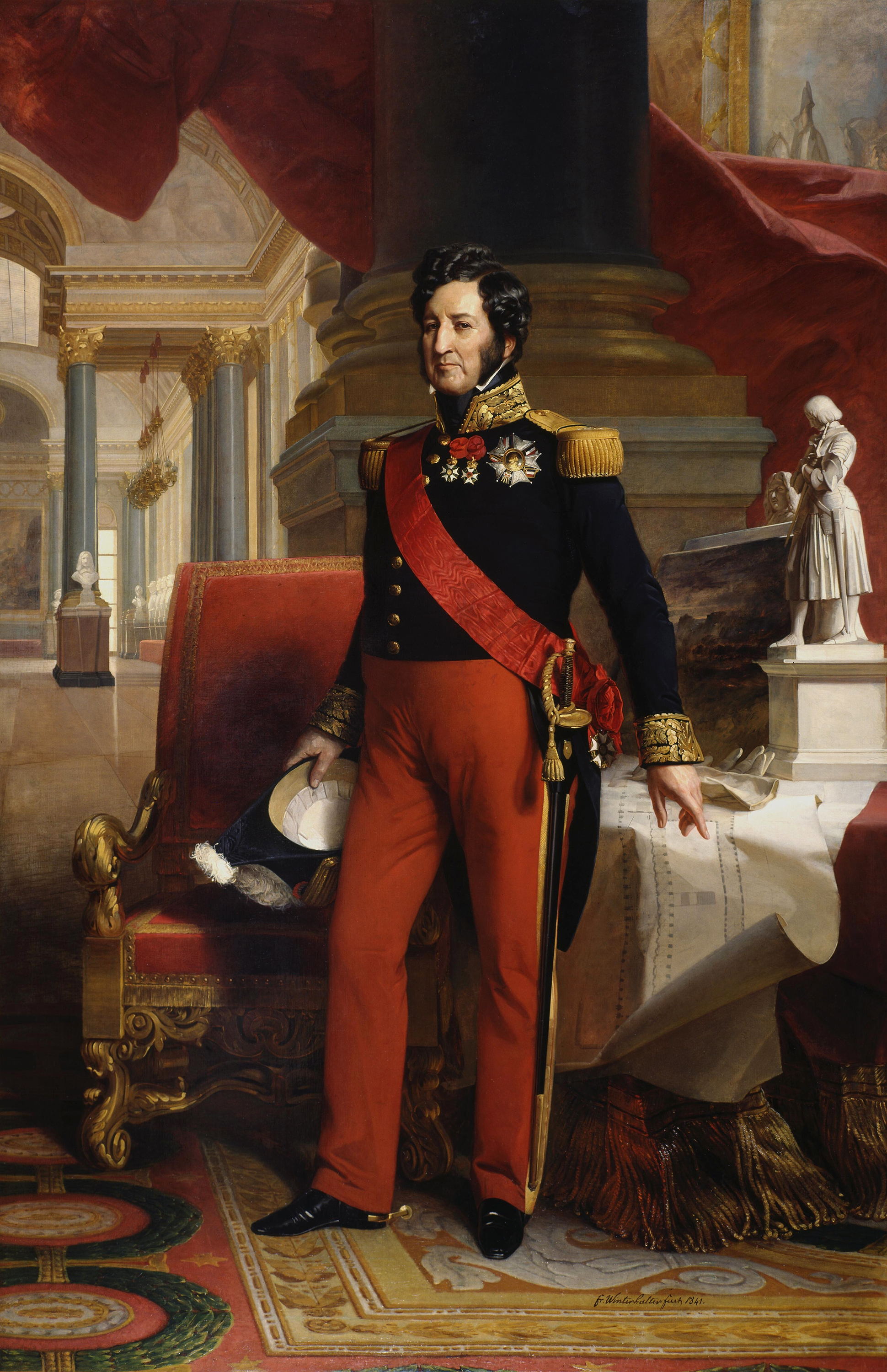
Luigi Filippo dei Francesi ritratto da Franz Xaver Winterhalter nel 1841. Questo dipinto è conservato nella Reggia di Versailles

Stemma di Luigi Filippo durante il suo regno

Nel 1830 la rivoluzione di luglio detronizzò Carlo X, che abdicò in favore del decenne nipote Enrico, duca di Bordeaux e nominò Luigi Filippo Lieutenant général du royaume, incaricandolo di annunciare al popolo la nomina del nuovo sovrano. Luigi Filippo non fece però come prescritto dal cugino, preferendo proporsi come il candidato ideale alla successione al trono. Come conseguenza le Camere, che conoscevano lo spirito liberale di Luigi Filippo e la sua popolarità tra le masse, lo proclamarono sovrano dopo che per undici giorni era stato reggente nelle veci del cugino minorenne.
Carlo X e la sua famiglia, tra cui suo nipote, si recarono in esilio in Gran Bretagna. Il giovane ex re, il duca di Bordeaux, mantenne in esilio il titolo di conte di Chambord, divenne successivamente pretendente al trono di Francia e venne sostenuto in questo dai "legittimisti".
Luigi Filippo venne proclamato sovrano con il nome di Luigi Filippo I il 9 agosto 1830. Alla sua ascesa al trono, Luigi Filippo assunse il titolo di re dei Francesi, un titolo già adottato da Luigi XVI dopo la costituzione del 1791. Legare la monarchia al popolo anziché al territorio (la precedente indicazione era quella di re di Francia e Navarra) era un taglio netto con le pretese dei legittimisti, capeggiati da Carlo X e dalla sua famiglia.
Con un'ordinanza siglata il 13 agosto 1830, il nuovo re definì l'assunzione del cognome "d'Orléans" per la casata regnante e assegnò al suo figlio primogenito il titolo di Principe Reale (non più delfino come in passato) e di duca di Orléans, mentle figlie e la sorella del re ricevettero il titolo di principessa di Orléans e non di Francia.
Già il mese successivo alla propria ascesa al trono, Luigi Filippo fece approvare una Costituzione i cui meccanismi non si differenziavano molto da quella precedente concessa da Luigi XVIII, benché i presupposti ideologici fossero completamente mutati.
Innanzitutto si trattava di una Costituzione approvata dai due rami del Parlamento e non ottriata, ovvero concessa, dal re, il quale era re "dei Francesi" (e non "di Francia e di Navarra" come il suo predecessore). Questo nuovo titolo (già utilizzato da Luigi XVI dal 1789 al 1792) fu un'innovazione costituzionale di rilievo, che legò la sovranità al popolo e non al monarca, il quale, secondo una fortunata espressione di Thiers «regna ma non governa».

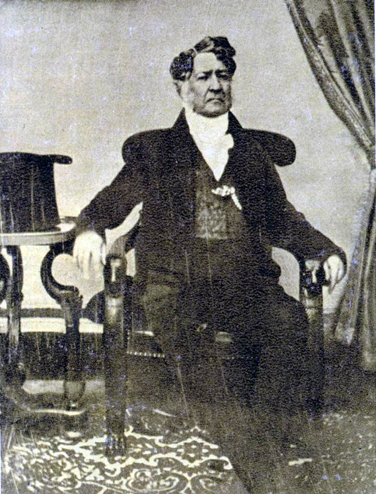
Dagherrotipo di Luigi Filippo del 1842

Un altro forte simbolo della nuova monarchia fu l'adozione della bandiera tricolore in sostituzione della bandiera bianca con i gigli d'oro dei Borbone.
Le modifiche alla precedente carta non furono comunque irrilevanti, se si pensa che venne abbassato il censo per essere elettori o deputati e venne abolito il voto plurimo introdotto nel 1820.
L'iniziativa legislativa divenne anche parlamentare, oltre che regia. L'ascesa al potere con il favore di una sollevazione popolare procurò a Luigi Filippo l'ostilità delle corti europee e il soprannome di "re delle barricate".
Nel 1832 sua figlia, la principessa Luisa Maria, sposò il primo re del Belgio, Leopoldo I.
Nel 1843, tramite Rochet d'Héricourt, un trattato d'amicizia e di commercio fu firmato con il sovrano di Scioa, il negus Sahle Selassie.
Per qualche anno Luigi Filippo regnò piuttosto modestamente, evitando l'arroganza, lo sfarzo e le spese eccessive dei suoi predecessori. A dispetto di questa apparenza di semplicità, il sostegno del re arrivava dalla media borghesia. All'inizio era amato e chiamato "il Re Cittadino", ma la sua popolarità diminuì quando il suo governo fu percepito sempre più come conservatore e monarchico.
Il supporto dato in un primo tempo al Mouvement capeggiato da Adolphe Thiers fece posto al conservatorismo incarnato da François Guizot. Sotto la sua guida, le condizioni di vita delle classi popolari si deteriorarono e le imposte aumentarono considerevolmente. La crisi economica del 1846-1848, collegata all'azione del partito repubblicano, che organizzò la cosiddetta "Campagna dei banchetti" — riunioni politiche private —, portò il popolo a una nuova rivoluzione.

#### Tentativo di assassinio

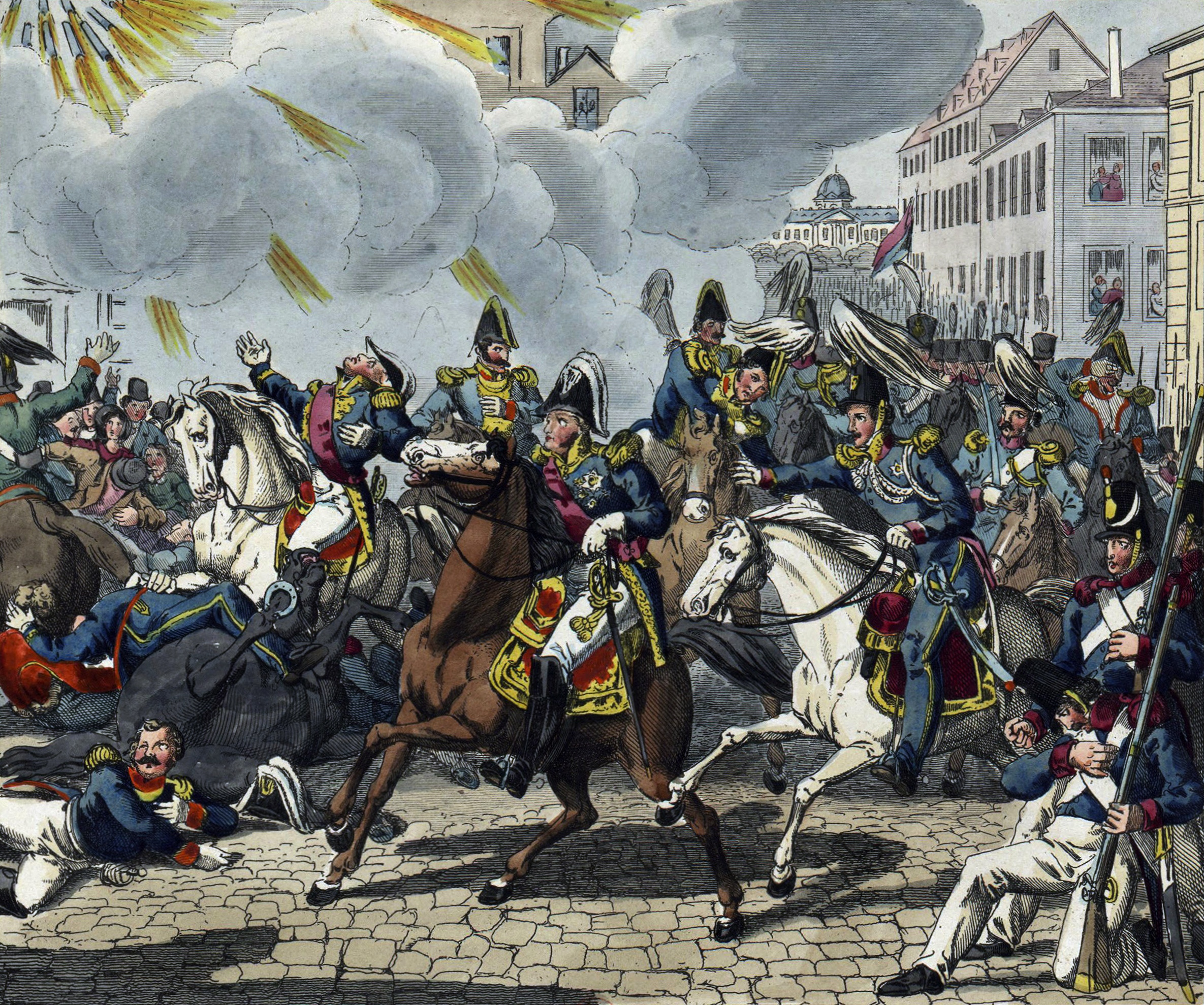
Il tentativo di assassinio del 28 luglio 1835

Luigi Filippo, pur essendo molto popolare, sopravvisse a sette tentativi di assassinio, di cui il più famoso ebbe per protagonista un legittimista corso.
Il 28 luglio 1835 il re scampò a un attentato perpetrato da Giuseppe Fieschi e da altri cospiratori di Parigi. Durante l'annuale rivista della Guardia Nazionale per commemorare la rivoluzione, Luigi Filippo stava passando per il boulevard du Temple, che collegava place de la République con la Bastiglia, accompagnato dai suoi tre figli, il duca di Orléans, il duca di Nemours ed il principe di Joinville, oltre ad uno staff molto numeroso di personalità al seguito.
Fieschi, nativo della Corsica, attaccò la carrozza del re con una "macchina infernale", un'arma autoprodotta consistente in venticinque pistole in grado di sparare contemporaneamente. I colpi vennero sparati dal nº 50 di boulevard du Temple (oggi una placca commemorativa si trova in loco), una casa che Fieschi aveva recentemente preso in affitto.
Solo un proiettile riuscì a sfiorare il re, mentre 18 persone rimasero uccise nell'attentato, tra cui il tenente colonnello Rieussec dell'VIII legione assieme ad altri otto ufficiali, il maresciallo Mortier, il colonnello Raffet, il generale Girard, il capitano Villate, il generale La Chasse de Vérigny, una donna, una ragazzina di quattordici anni e due uomini. Altre 22 persone rimasero ferite. Il re ed i principi scamparono senza rimanere feriti.
Horace Vernet, il pittore del re, ricevette l'incarico di realizzare un dipinto dell'evento.
Fieschi venne immediatamente catturato e giustiziato l'anno successivo, tramite ghigliottina, assieme ai suoi due complici.

### Abdicazione ed esilio

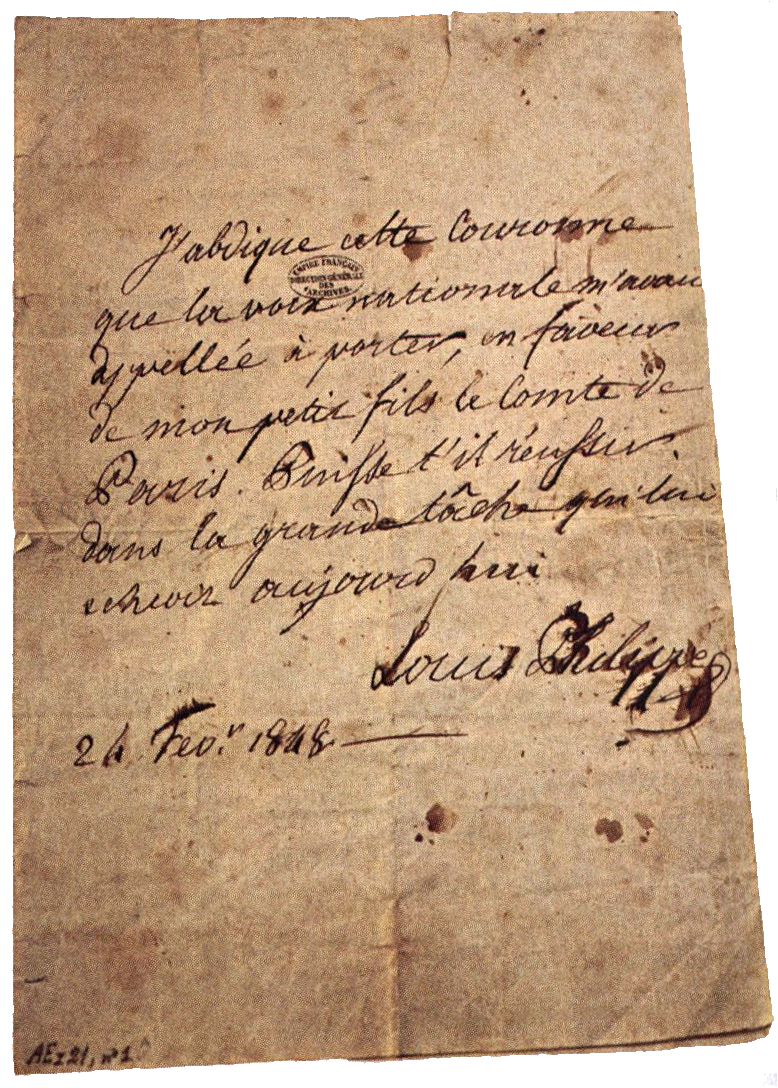
Abdicazione di Luigi Filippo in favore di suo nipote, il conte di Parigi, datata 24 febbraio 1848

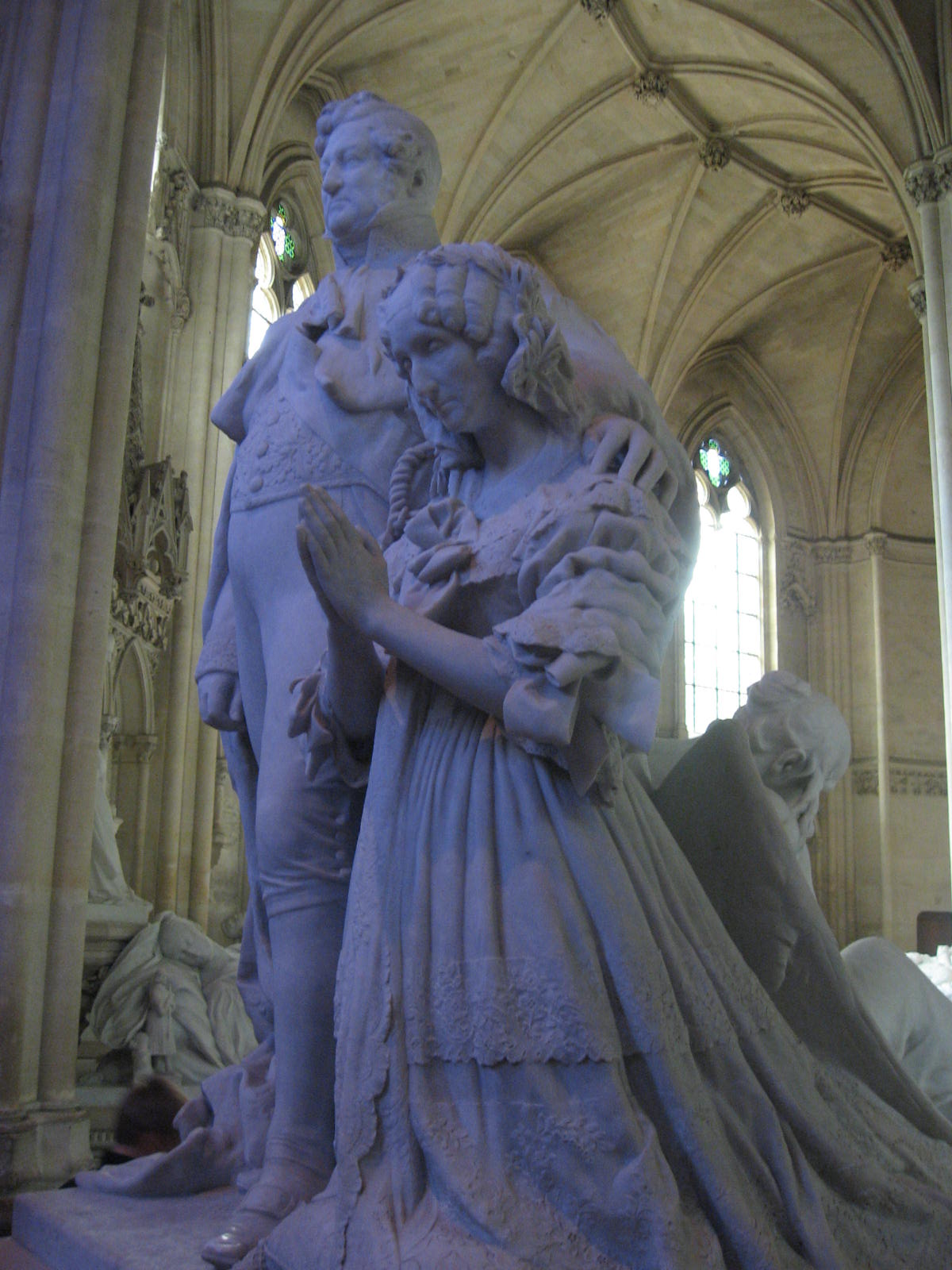
Tomba di Luigi Filippo e di sua moglie Maria Amalia di Borbone-Due Sicilie

Durante lo svolgimento della rivoluzione popolare del 1848, Luigi Filippo abdicò il 24 febbraio 1848 in favore del giovane nipote Luigi Filippo II (essendo morto in un incidente qualche anno prima il principe Ferdinando Filippo, suo figlio ed erede). Temendo di subire la stessa sorte di Luigi XVI e Maria Antonietta, si travestì e lasciò Parigi. Viaggiando con una banale vettura e prendendo il nome di "M. Smith", fuggì in Inghilterra.
Tuttavia l'Assemblée nationale, sebbene pronta sulle prime ad accettare suo nipote come re, cambiò di avviso e seguì l'opinione pubblica, decidendo di proclamare la Seconda Repubblica, in circostanze controverse, all'Hôtel de Ville di Parigi.

### Morte
Luigi Filippo e la sua famiglia vissero in Inghilterra fino alla morte di lui, avvenuta il 26 agosto 1850 a Claremont House, vicino a Esher, nella contea di Surrey. È sepolto con la moglie Maria Amalia (26 aprile 1782–24 marzo 1866) nella cappella reale, la tomba di famiglia che aveva fatto costruire nel 1816 a Dreux.

## Discendenza

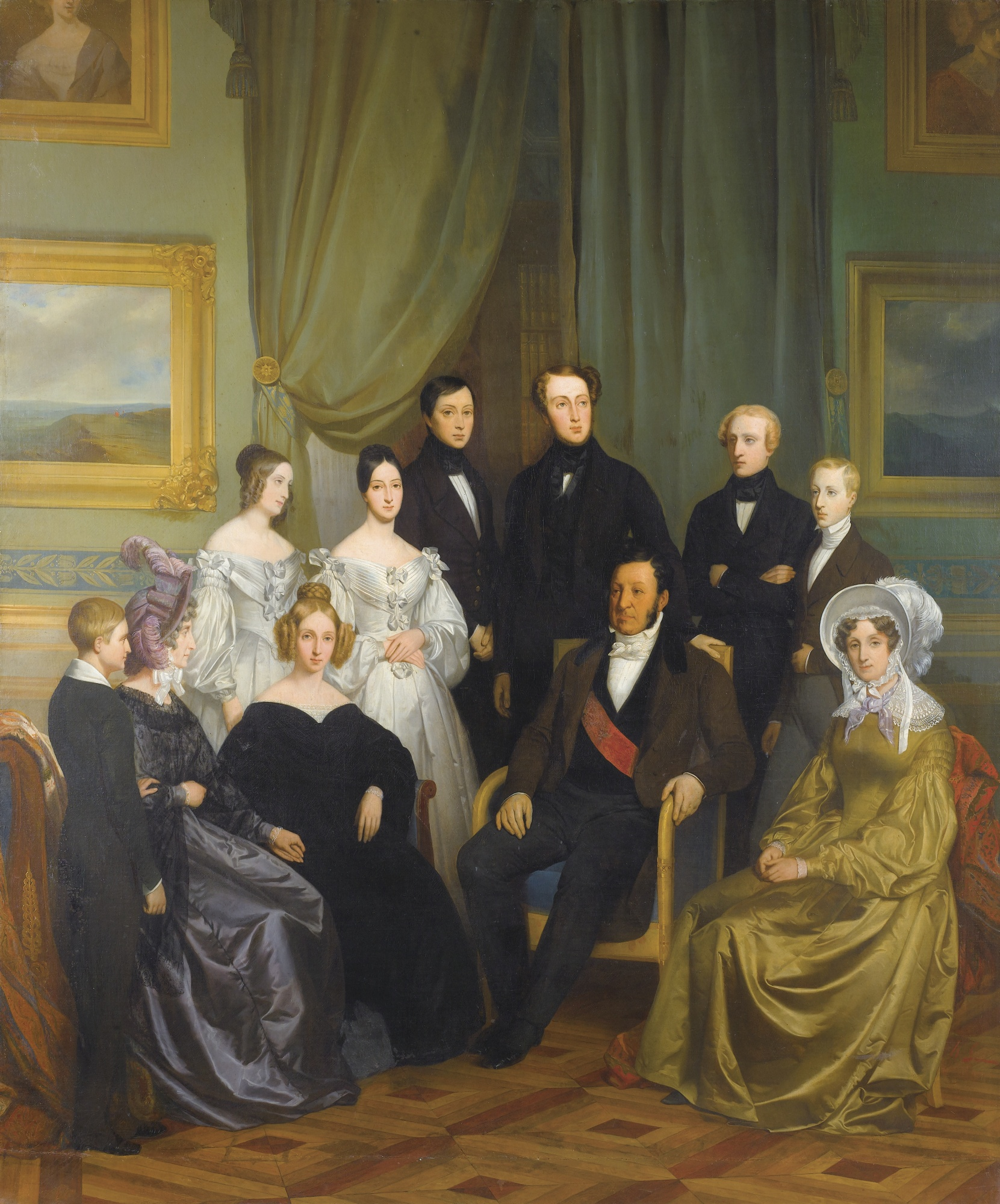
Luigi Filippo di Francia, Maria Amalia delle Due Sicilie e la loro famiglia.

Da Maria Amalia di Borbone-Due Sicilie Luigi Filippo ebbe dieci figli:
1. Ferdinando Filippo (3 settembre 1810 - 13 luglio 1842), principe del sangue, duca di Chartres, poi principe regio e duca d'Orléans, sposò la duchessa Elena di Meclemburgo-Schwerin;
2. Luisa (3 aprile 1812 - 11 ottobre 1850), principessa del sangue, poi principessa Luisa d'Orléans, sposò il re Leopoldo I del Belgio (primo re dei Belgi) nel 1832;
3. Maria (12 aprile 1813 - 6 gennaio 1839), principessa del sangue, poi principessa Maria d'Orléans, sposò il duca Alessandro di Württemberg;
4. Luigi (25 ottobre 1814 - 26 giugno 1896), principe del sangue, duca di Nemours (eletto re del Belgio nel 1831, titolo che suo padre rifiutò a vantaggio della figlia Luisa e di Leopoldo), sposò la principessa Vittoria di Sassonia-Coburgo-Koháry;
5. Francesca (28 marzo 1816 - 20 marzo 1818), principessa del sangue;
6. Clementina (3 giugno 1817 - 16 febbraio 1907), principessa del sangue, poi principessa Clementina d'Orléans, sposò il principe Augusto di Sassonia-Coburgo-Koháry;
7. Francesco (14 agosto 1818 - 16 giugno 1900), principe del sangue, principe di Joinville, sposò la principessa Francesca di Braganza, figlia di Pietro I del Brasile;
8. Carlo (1º gennaio 1820 - 25 luglio 1828), principe del sangue, duca di Penthièvre;
9. Enrico (16 gennaio 1822 - 7 maggio 1897), principe del sangue, duca d'Aumale, sposò la principessa Maria Carolina Augusta di Borbone-Due Sicilie, figlia di Leopoldo di Borbone-Due Sicilie;
10. Antonio (31 luglio 1824 - 4 febbraio 1890), principe del sangue, duca di Montpensier, che in seguito diventerà infante di Spagna come consorte della principessa Luisa Ferdinanda di Borbone-Spagna, figlia di Ferdinando VII di Spagna.

## Ascendenza
|                                     |                                     |                                    | Genitori                                |  |  | Nonni |  |  | Bisnonni                 |  |  | Trisnonni                     |  |
|                                     |                                     |                                    |                                         |  |  |       |  |  | Luigi di Borbone-Orléans |  |  | Filippo II di Borbone-Orléans |  |
|                                     |                                     |                                    |                                         |  |  |       |  |  | Luigi di Borbone-Orléans |  |  | Filippo II di Borbone-Orléans |  |
|                                     |                                     | Francesca Maria di Borbone-Francia |                                         |  |  |       |  |  | Luigi di Borbone-Orléans |  |  |                               |  |
| Luigi Filippo I di Borbone-Orléans  |                                     |                                    |                                         |  |  |       |  |  | Luigi di Borbone-Orléans |  |  |                               |  |
|                                     |                                     | Augusta di Baden-Baden             | Luigi Guglielmo di Baden-Baden          |  |  |       |  |  |                          |  |  |                               |  |
|                                     |                                     | Augusta di Baden-Baden             | Luigi Guglielmo di Baden-Baden          |  |  |       |  |  |                          |  |  |                               |  |
|                                     |                                     | Augusta di Baden-Baden             | Sibilla Augusta di Sassonia-Lauenburg   |  |  |       |  |  |                          |  |  |                               |  |
| Luigi Filippo II di Borbone-Orléans |                                     | Augusta di Baden-Baden             |                                         |  |  |       |  |  |                          |  |  |                               |  |
|                                     |                                     | Luigi Armando II di Borbone-Conti  | Francesco Luigi di Borbone-Conti        |  |  |       |  |  |                          |  |  |                               |  |
|                                     |                                     | Luigi Armando II di Borbone-Conti  | Francesco Luigi di Borbone-Conti        |  |  |       |  |  |                          |  |  |                               |  |
|                                     |                                     | Luigi Armando II di Borbone-Conti  | Maria Teresa di Borbone                 |  |  |       |  |  |                          |  |  |                               |  |
| Luisa Enrichetta di Borbone-Conti   |                                     | Luigi Armando II di Borbone-Conti  |                                         |  |  |       |  |  |                          |  |  |                               |  |
|                                     |                                     | Luisa Elisabetta di Borbone        | Luigi III di Borbone-Condé              |  |  |       |  |  |                          |  |  |                               |  |
|                                     |                                     | Luisa Elisabetta di Borbone        | Luigi III di Borbone-Condé              |  |  |       |  |  |                          |  |  |                               |  |
|                                     |                                     | Luisa Elisabetta di Borbone        | Luisa Francesca di Borbone-Francia      |  |  |       |  |  |                          |  |  |                               |  |
| Luigi Filippo di Francia            |                                     | Luisa Elisabetta di Borbone        |                                         |  |  |       |  |  |                          |  |  |                               |  |
|                                     | Luigi Alessandro di Borbone-Francia | Luigi XIV di Francia               |                                         |  |  |       |  |  |                          |  |  |                               |  |
|                                     | Luigi Alessandro di Borbone-Francia | Luigi XIV di Francia               |                                         |  |  |       |  |  |                          |  |  |                               |  |
|                                     | Luigi Alessandro di Borbone-Francia | Françoise-Athénaïs di Montespan    |                                         |  |  |       |  |  |                          |  |  |                               |  |
| Luigi Giovanni Maria di Borbone     | Luigi Alessandro di Borbone-Francia |                                    |                                         |  |  |       |  |  |                          |  |  |                               |  |
|                                     |                                     | Marie Victoire de Noailles         | Anne Jules di Noailles                  |  |  |       |  |  |                          |  |  |                               |  |
|                                     |                                     | Marie Victoire de Noailles         | Anne Jules di Noailles                  |  |  |       |  |  |                          |  |  |                               |  |
|                                     |                                     | Marie Victoire de Noailles         | Marie-Françoise de Bournonville         |  |  |       |  |  |                          |  |  |                               |  |
| Luisa Maria Adelaide di Borbone     |                                     | Marie Victoire de Noailles         |                                         |  |  |       |  |  |                          |  |  |                               |  |
|                                     |                                     | Francesco III d'Este               | Rinaldo d'Este                          |  |  |       |  |  |                          |  |  |                               |  |
|                                     |                                     | Francesco III d'Este               | Rinaldo d'Este                          |  |  |       |  |  |                          |  |  |                               |  |
|                                     |                                     | Francesco III d'Este               | Carlotta Felicita di Brunswick-Lüneburg |  |  |       |  |  |                          |  |  |                               |  |
| Maria Teresa d'Este                 |                                     | Francesco III d'Este               |                                         |  |  |       |  |  |                          |  |  |                               |  |
|                                     |                                     | Carlotta Aglaia di Borbone-Orléans | Filippo II di Borbone-Orléans           |  |  |       |  |  |                          |  |  |                               |  |
|                                     |                                     | Carlotta Aglaia di Borbone-Orléans | Filippo II di Borbone-Orléans           |  |  |       |  |  |                          |  |  |                               |  |
|                                     |                                     | Carlotta Aglaia di Borbone-Orléans | Francesca Maria di Borbone-Francia      |  |  |       |  |  |                          |  |  |                               |  |
|                                     |                                     | Carlotta Aglaia di Borbone-Orléans |                                         |  |  |       |  |  |                          |  |  |                               |  |